# Cold Justice
Cold Justice è una serie televisiva-documentaristica statunitense trasmessa dal 3 settembre 2013 al 18 settembre 2015 sulla TNT e dal 22 luglio 2017 su Oxygen.
La serie, prodotta da Dick Wolf, segue l'ex procuratore Kelly Siegler e un gruppo di investigatori mentre riaprono casi di omicidio irrisolti con il consenso e l'assistenza delle forze dell'ordine locali.
Ad aprile del 2018 la serie ha contribuito a generare 35 arresti e 18 condanne, oltre a quattro confessioni, tre richieste di colpevolezza e tre condanne per omicidio.
A metà 2016, sebbene TNT non abbia fatto alcun annuncio ufficiale, Yolanda McClary scrisse su Facebook che la serie era stata cancellata, aggiungendo che era stata proposta ad altre reti. Nel febbraio del 2017, venne acquistata dalla rete Oxygen, che ne ha ordinato una quarta stagione trasmessa dal 22 luglio al 28 ottobre 2017.
Il 23 aprile 2018, la serie viene rinnovata anche per una quinta stagione, trasmessa dal 4 agosto dello stesso anno.

## Personaggi
- Kelly Siegler
- Yolanda McClary
- Johnny Bonds
- Steve Spingola
- Aaron Sam
- Tonya Rider

## Episodi
| Stagione         | Episodi | Prima TV USA | Prima TV Italia |
| ---------------- | ------- | ------------ | --------------- |
| Prima stagione   | 8       | 2013         | inedita         |
| Seconda stagione | 18      | 2014         | inedita         |
| Terza stagione   | 24      | 2015         | inedita         |
| Quarta stagione  | 10      | 2017         | inedita         |
| Quinta stagione  | 10      | 2018         | inedita         |

## Conseguenze
Nell'agosto 2014, un uomo di Gallatin, nel Tennessee, ha intentato una causa per diffamazione nei confronti dei produttori dello spettacolo per averlo implicato e mai completamente scagionato nelle indagini sulla morte di una donna che è stata soffocata e pugnalata all'interno della sua casa nel 2010. Joshua Singletary è stato curato per i tagli all'ospedale intorno al momento dell'omicidio e arrestato come sospetto. È stato successivamente rilasciato a causa di prove insufficienti. Secondo Singletary, l'episodio mandato in onda ha rovinato la sua reputazione e gli ha fatto perdere molti clienti per la sua attività. L'uomo ha chiesto un processo davanti ad una giuria e un risarcimento danni di 100.000 dollari.

## Spin-off
Nell'ottobre del 2014, TNT ha dato il semaforo verde allo spin-off della serie. Lo spin-off intitolato Cold Justice: Sex Crimes è stato trasmesso dal 31 luglio al 25 settembre 2015, venendo cancellato dopo una sola stagione.